# Pristiophorus
Pristiophorus es un género de elasmobranquios pristiophoriformes de la familia Pristiophoridae . 

## Especies
Incluye un total de 6 especies descritas:
- Pristiophorus cirratus (Latham, 1794) (tiburón sierra trompudo)[3]
- Pristiophorus delicatus Yearsley, Last & White, 2008[4]
- Pristiophorus japonicus Günther, 1870[5]
- Pristiophorus nancyae Ebert & Cailliet, 2011[6]
- Pristiophorus nudipinnis Günther, 1870 (tiburón sierra ñato)[7]
- Pristiophorus schroederi Springer & Bullis, 1960 (tiburón sierra americano)[8]